# Alf Bayrle

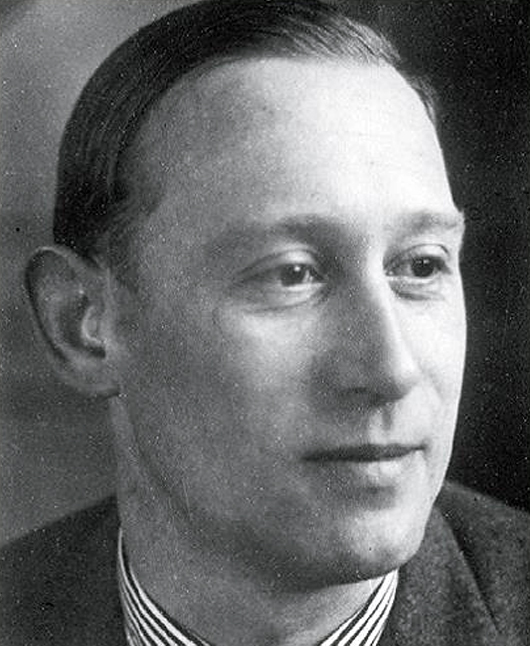
Alf Bayrle

Alf Bayrle (Biberach an der Riß, 15 december 1900 –  Rotthalmünster, 11 september 1982) was een Duitse schilder en graficus. Hij vervaardigde onder meer figuren, portretten, stillevens en landschappen. Hij maakte in 1934-35 als expeditiekunstenaar tekeningen van houten en stenen stèles in Afrika.
Alf Bayrle bezocht van 1904 tot 1907 de Staatliche Akademie der Bildenden Künste Stuttgart. Hierop reisde hij in 1922 naar Parijs om de Franse modernisten nader te bestuderen. Hij maakte er kennis met onder anderen Henri Matisse, Giorgio de Chirico en Pablo Picasso. 

## Weblinks
- http://metropolism.com/magazine/2012-no5/objekt-atlas-feldforschung-im-mu/

- Gemeinsame Normdatei: 17418168X
- International Standard Name Identifier: 0000 0000 6156 6797
- Library of Congress Control Number: n2012003929
- Nationale Bibliotheek van Israël: 987007587767905171
- Nederlandse Thesaurus van Auteursnamen: 085805106
- RKD-Nederlands Instituut voor Kunstgeschiedenis: 216521
- Système universitaire de documentation: 226673359
- Virtual International Authority File: 60113954
- WorldCat: E39PBJxhrhqb8bW97Qwm9Vqmh3